# Secrétaire d'État au Logement, aux Communautés et aux Collectivités locales
Le secrétaire d'État au Logement, aux Communautés et aux Collectivités locales (en anglais : Secretary of State for Housing, Communities and Local Government, communément appelé Communities Secretary) est le secrétaire d'État placé à la tête du département du Logement, des Communautés et du Gouvernement local au Royaume-Uni.
L'actuelle titulaire de ce poste est, depuis le 5 juillet 2024, la travailliste Angela Rayner.

## Historique
La fonction de secrétaire d'État aux Communautés et aux Collectivités locales est créé le 6 mai 2006 par Tony Blair, qui élève au rang de secrétaire d'État le poste de ministre d'État aux Communautés et aux Collectivités locales (Minister of State for Communities and Local Government), qui dépendait alors du vice-Premier ministre tout en siégeant aux réunions du cabinet.
Le 8 janvier 2018, Theresa May ajoute aux titres du ministère et du secrétaire d'État la référence aux compétences sur le logement que ceux-ci exercent déjà.
Le 18 septembre 2021, l'intitulé du poste est changé pour devenir secrétaire d'État à l'Égalité des chances, au Logement et aux Communautés.
Le 9 juillet 2024, l'intitulé du poste est changé pour devenir secrétaire d'État au Logement, aux Communautés et aux Collectivités locales.

### Liste
| Nom                                                                         | Nom               | Nom | Dates du mandat   | Dates du mandat   | Parti politique | Gouvernement    |
| --------------------------------------------------------------------------- | ----------------- | --- | ----------------- | ----------------- | --------------- | --------------- |
| Secrétaire d'État aux Communautés et aux Collectivités locales              |                   |     |                   |                   |                 |                 |
|                                                                             | Ruth Kelly        |     | 6 mai 2006        | 27 juin 2007      | Labour          | Blair III       |
|                                                                             | Hazel Blears      |     | 28 juin 2007      | 5 juin 2009       | Labour          | Brown           |
|                                                                             | John Denham       |     | 5 juin 2009       | 11 mai 2010       | Labour          | Brown           |
|                                                                             | Eric Pickles      |     | 12 mai 2010       | 11 mai 2015       | Conservateur    | Cameron I       |
|                                                                             | Greg Clark        |     | 11 mai 2015       | 13 juillet 2016   | Conservateur    | Cameron II      |
|                                                                             | Sajid Javid       |     | 13 juillet 2016   | 8 janvier 2018    | Conservateur    | May I et II     |
| Secrétaire d'État au Logement, aux Communautés et aux Collectivités locales |                   |     |                   |                   |                 |                 |
|                                                                             | Sajid Javid       |     | 8 janvier 2018    | 30 avril 2018     | Conservateur    | May II          |
|                                                                             | James Brokenshire |     | 30 avril 2018     | 24 juillet 2019   | Conservateur    | May II          |
|                                                                             | Robert Jenrick    |     | 24 juillet 2019   | 15 septembre 2021 | Conservateur    | Johnson I et II |
|                                                                             | Michael Gove      |     | 15 septembre 2021 | 18 septembre 2021 | Conservateur    | Johnson II      |
| Secrétaire d'État à l'Égalité des chances, au Logement et aux Communautés   |                   |     |                   |                   |                 |                 |
|                                                                             | Michael Gove      |     | 18 septembre 2021 | 6 juillet 2022    | Conservateur    | Johnson II      |
|                                                                             | Greg Clark        |     | 7 juillet 2022    | 6 septembre 2022  | Conservateur    | Johnson II      |
|                                                                             | Simon Clarke      |     | 6 septembre 2022  | 25 octobre 2022   | Conservateur    | Truss           |
|                                                                             | Michael Gove      |     | 25 octobre 2022   | 5 juillet 2024    | Conservateur    | Sunak           |
|                                                                             | Angela Rayner     |     | 5 juillet 2024    | 9 juillet 2024    | Travailliste    | Starmer         |
| Secrétaire d'État au Logement, aux Communautés et aux Collectivités locales |                   |     |                   |                   |                 |                 |
|                                                                             | Angela Rayner     |     | 9 juillet 2024    | en cours          | Travailliste    | Starmer         |